# Atrosalarias fuscus
Atrosalarias fuscus es una especie de pez de la familia Blenniidae en el orden de los Perciformes.

## Subespecies
- Atrosalarias fuscus fuscus (Rüppell, 1838
- Atrosalarias fuscus holomelas (Günther, 1872